# Мислина
Ми́слина — село в Україні, у Дубівській сільській громаді Ковельського району Волинської області. Населення становить 42 осіб.Село Мислина розташоване по обидві сторони дороги державного значення Е-85 (М-19) Клайпеда - Каунас – Слонім – Луцьк – Дубно – Терноміль – Чернівці, на відстані 6 км. від адміністративного центру громади. В селі відсутні заклади соціальної інфраструктури. Господарську діяльність здійснює селянсько-фермерське господарство «Мислина», при якому діє забійний цех.

## Історія
У 1906 році село Несухоїзької волості Ковельського повіту Волинської губернії. Відстань від повітового міста 10 верст, від волості 12. Дворів 22, мешканців 258.

## Населення
Згідно з переписом УРСР 1989 року чисельність наявного населення села становила 47 осіб, з яких 22 чоловіки та 25 жінок.
За переписом населення України 2001 року в селі мешкала 41 особа.

### Мова
Розподіл населення за рідною мовою за даними перепису 2001 року:
| Мова       | Відсоток |
| ---------- | -------- |
| українська | 97,62 %  |
| російська  | 2,38 %   |